# Прясло (архітектура)
Пря́сло (пов'язане з прясти в значенні «плести») — відрізок стіни кам'яної споруди, відокремлений з двох боків архітектурними елементами (пілястрами, лопатками, баштами). У первісному значенні — відрізок дерев'яної огорожі (плоту), відокремлений з обох боків кілками, опорами або стовпами.
Прясло як вертикальна частина фасаду широко використовується в храмовій архітектурі.
Пряслом також називають частину оборонної стіни між баштами.

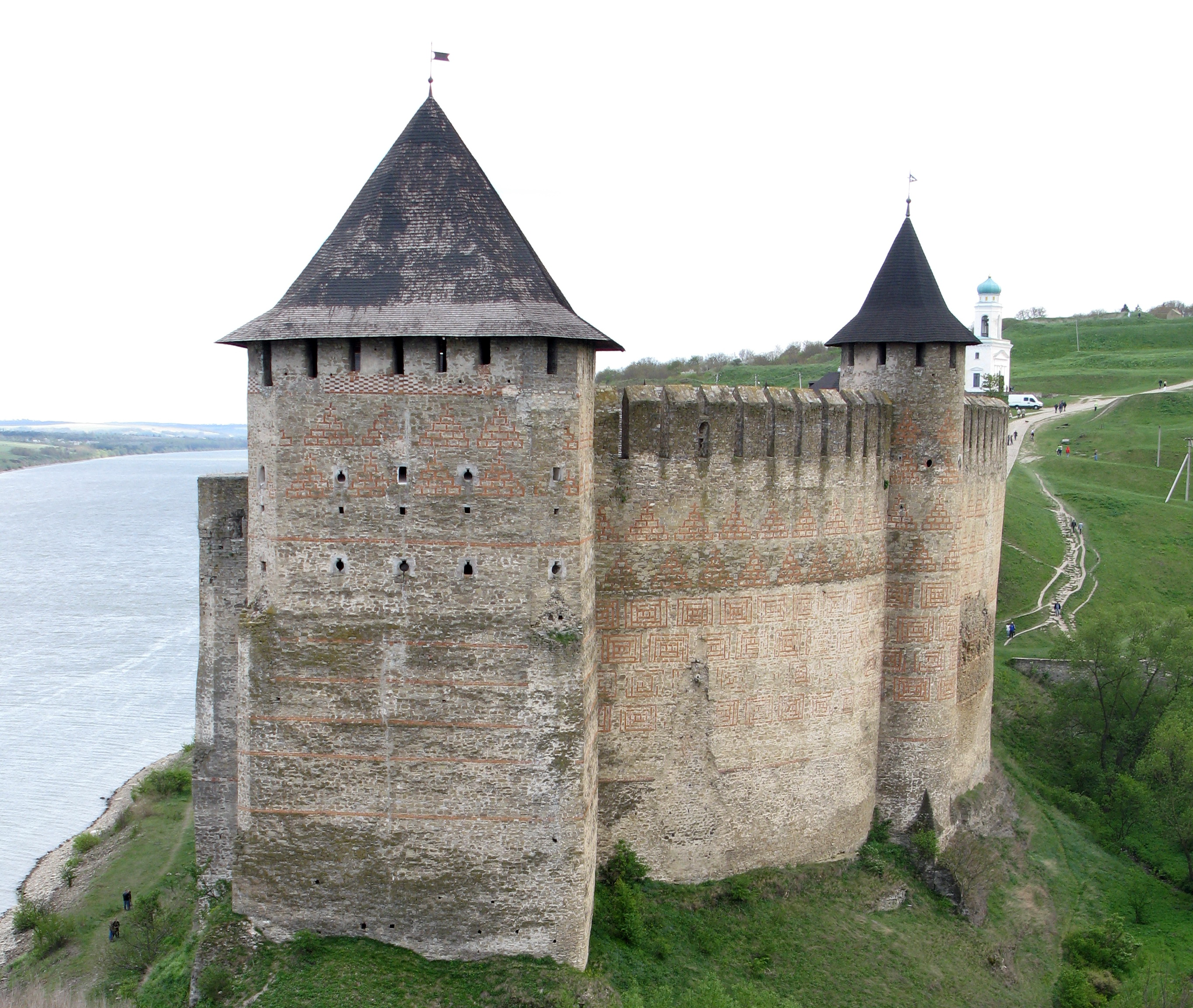
Прясло між вежами оборонної споруди, Хотинська фортеця
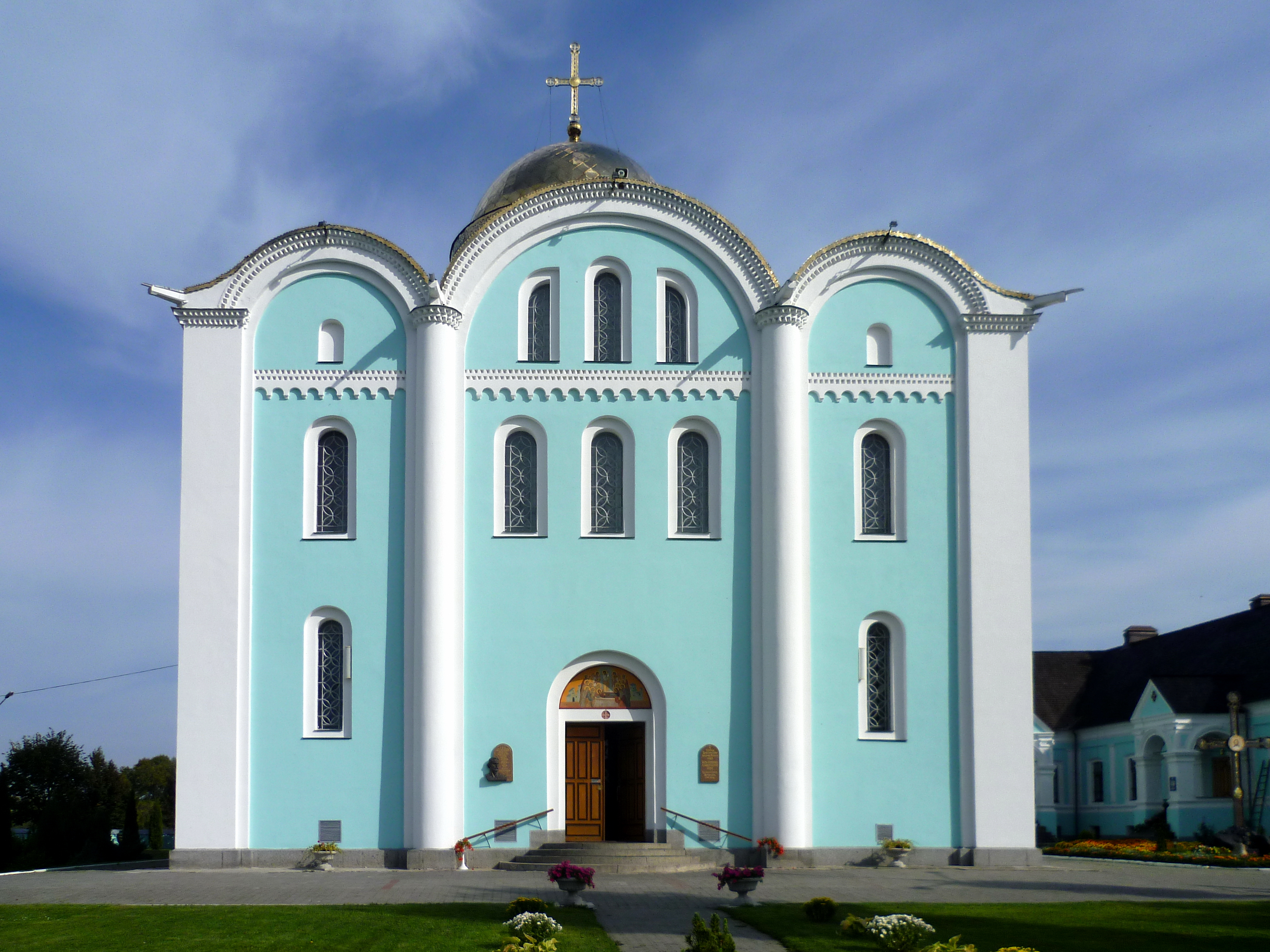
Фасад Успенського собору у Володимирі, поділений на три прясла, кожне з яких завершується закомарою
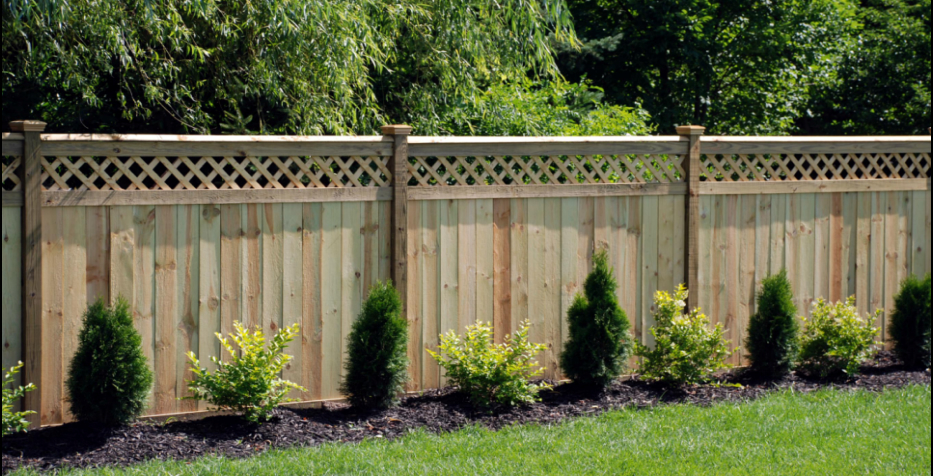
Прясла дерев’яного паркану між стовпами